# 왕검성
왕검성(王儉城), 또는 왕험성(王險城)은 고조선의 수도이다. 고조선의 후기 수도로 기원전 108년에 위만조선의 우거왕 때 전한 무제의 공격을 받아 왕검성이 함락되어 고조선은 멸망하였다.

## 역사
왕검성은 왕험성(王險城)이라고 표기하기도 하였다. 《삼국유사》 고조선조에는 《위서》(魏書)를 인용해 단군왕검(檀君王儉)이 아사달(阿斯達)에 도읍을 정했다고 하면서, 또 《고기》(古記)를 인용해 단군왕검이 평양성에 도읍을 정했다고 하였다.
그리고 《삼국사기》 권17 동천왕 21년조에는 “평양성은 본래 선인 왕검의 택이다. 또는 왕의 도읍을 왕험이라 한다(平壤城 本仙人王儉之宅也 或云 王之都王險).”라고 하였다.
한편 중국 사서인 《사기》(史記) 조선전에는 공손수(公孫遂)의 군대와 좌장군(左將軍)의 군대가 왕험성을 공격하자 조선의 신하들이 투항하고 조선 왕 우거(右渠)가 피살되었으나, 왕험성은 성기(成己)가 일시나마 완강히 항거했다고 하였다.
이렇게 고조선의 수도는 기록에 따라 다르게 나타난다. 《삼국유사》〈기이〉 제1 고조선 조에는 '아사달'(阿斯達) 및 '평양성'(平壤城)이 초기 수도로 기록되어 있으며 후에 백악산(白岳山, 묘향산의 별칭)으로 천도했다고 한다. 《삼국사기》 〈고구려본기〉 제6권 동천왕 21년 조에는 '왕험'이 왕검(王儉)의 집이자 수도라고 기록하고 있다.
《사기》〈조선열전〉, 《한서》〈서남이양월조선전〉 등의 중국 기록에 따르면 고조선의 수도는 왕검성 또는 왕험성으로 나타난다. 기원전 109년에 무제가 고조선을 공격하자 우거왕은 1년 동안 왕검성에서 농성하였고 이듬해 왕검성이 함락되어 고조선은 멸망하였다.

## 위치에 대한 논란
왕검성은 요동 지방에 위치한다는 설과 평양 지역이라는 설이 있다. 한편 왕검성이 요동에서 평양으로 이동하였다는 견해도 있다.

### 요동설
요동설은 주로 《사기》 및 《한서》의 주석에 나타난 ‘요동군 험독현(險瀆縣)은 조선왕의 옛 도읍이다.’라는 기록을 근거로 한다. 이 기록을 근거로 왕검성을 랴오닝성 타이안 현으로 비정한다. 그런데 요동설은 고조선이 멸망할 당시의 위치가 평양 일대였다는 다른 기록 및 고고학적인 발굴 결과와 비교컨데, 변경 전 도읍지에 대한 것으로 추측된다.

### 평양설
평양설은 한국사학계의 일반적인 의견으로 다양한 사료 및 고고학적인 발굴 결과를 근거로 한다. 그러나 왕검성이 평양 및 평안도 일대라는 것은 분명하나 그 정확한 위치에는 여러 이견이 있다. 낙랑군의 군치로 추정되는 낙랑토성을 왕검성으로 보는 견해와 대동강 북쪽에 있다는 견해로 나뉜다.

## 같이 보기
- 아사달